# Gerold László
Gerold László (Újvidék, 1940. szeptember 24. – 2016. október 12.) magyar színikritikus, irodalom- és színháztörténész, esszéíró, szerkesztő, egyetemi tanár. Az irodalomtudományok doktora (1983).

## Életpályája
Általános (1947–1955) és középiskolai tanulmányait (1955–1959) Újvidéken végezte el. Egyetemi tanulmányait az Újvidéki Egyetem Bölcsészettudományi Karának magyar nyelv és irodalom szakán végezte el 1959–1963 között. 1964–1971 között a Magyar Szó munkatársa és színikritikusa volt. 1971-től tanársegéd, 1982–1988 között egyetemi docens, 1988-tól rendkívüli egyetemi tanár, 1995–2007 között rendes egyetemi tanár volt az Újvidéki Egyetem magyar tanszékén. 1983–1991 között az Újvidéki Egyetem Magyar Nyelv és Irodalom Tanszék vezetője volt. 1986–2003 között a Híd folyóirat kritikarovatának szerkesztője, 2005–2008 között főszerkesztője volt. 1991–1994 között a Tanulmányok főszerkesztője volt. 1995-től a Hungarológiai Közlemények főszerkesztője volt. 1995–2000 között a Zombori Tanítóképző Kar vendégtanára volt. 2000-től a Belgrádi Egyetem Bölcsészettudományi Karának vendégtanára volt. 2002-től a Magyar Nemzeti Tanács Intéző Bizottságának felsőoktatási és tudományügyi kérdésekkel megbízott tagja volt. 2008-ban nyugdíjba vonult.

## Főbb művei
- Hatvan magyartanár (szociográfia, 1969)
- Rólunk is vallanak. Adalékok az értelmiség szociográfiai-szociológiai vizsgálatához; Forum, Újvidék, 1970 (Symposion könyvek)
- Színház és kritika (színibírálatok, 1970)
- A szabadkai Népszínház magyar társulata 1945–1970 (repertórium és bibliográfia, Pastyik Lászlóval, 1970)
- Dráma és színjátszás Szabadkán a XIX. században (1982)
- Színház a nézőtérről (színikritikák, 1983)
- Színházesszék (1985)
- Száz év színház. Dráma és színjátszás Szabadkán a XIX. században (1990)
- Meglelt örökség (tanulmányok, esszék, kritikák, 1994)
- Legendák és konfliktusok. Tanulmányok és esszék a 20. századi magyar irodalomról (tanulmányok, 1997)
- Drámakalauz. Vajdasági magyar színjátszás és dráma (1998)
- Jugoszláviai magyar irodalmi lexikon 1918–2000 (2001)
- Léthuzatban (színikritikák, 2004)
- „Itt állok a rónaközépen” (2005)
- Ígylétünk (2006)
- Átírás(s)ok(k) (2008)
- Vajdasági magyar irodalmi lexikon, 1918–2014; 2. kieg. kiad.; Forum, Újvidék, 2017
- Színházi jövés-menés. Tanulmányok, esszék; összeáll., utószó Bordás Győző; Forum, Újvidék, 2019

## Díjai
- Szenteleky Kornél-díj (1980)
- Híd-díj (1990, 2001)
- Palládium díj (2005)